# الحاج بكتاش (مدينة)
الحَاجُّ بَكْتَاشُ (بالتركية: Hacıbektaş) هي مدينة تقع في ولاية نوشهر التركية. يبلغ عدد سكانها 11،929 حسب تعداد عام 2000. وتبلغ مساحتها 697 كيلومتر مربع (269 ميل2). سميت المدينة على اسم الحاج بكتاش ولي.